# 줄무늬땃쥐텐렉
줄무늬땃쥐텐렉 또는 드로우하드땃쥐텐렉(Drouhard's shrew tenrec, 학명: Microgale drouhardi)은 텐렉과에 속하는 포유류의 일종이다. 마다가스카르섬의 토착종이다. 자연 서식지는 아열대 또는 열대 기후 지역의 습윤 저지대 숲과 아열대 또는 열대 기후의 습윤 산지 숲이다. 서식지 감소로 멸종 위협을 받고 있다. 이 종은 작은 가족 무리를 지어 먹이를 잡으며, 특이하게도 등의 표면이 우묵한 곳의 뻣뻣한 털을 문질러서 날카로운 소리를 내 서로 연락을 유지한다.